# Michale Boganim
Michale Boganim (em hebraico:  מיכאל בוגנים) (Haifa, 17 de julho de 1977) é uma roteirista e diretora de cinema franco-israelense. Seus longas-metragens incluem La Terre outragée (2011) e Odessa... Odessa (2005).

## Vida e carreira
Boganim nasceu em 17 de julho de 1977 em Haifa, em uma família judia ortodoxa moderna com ancestrais da Ucrânia por parte de mãe. Ela cresceu na França, para onde sua família emigrou em 1984, após o conflito no Líbano de 1982. Ela estudou ciência política e antropologia na Sorbonne, em Paris, com Jean Rouch e depois se formou em sociologia, filosofia e história na Universidade Hebraica de Jerusalém. Depois de se formar, ela retornou a Paris e trabalhou como assistente de produção e direção para diversas empresas cinematográficas. Boganim passou a estudar técnicas de cinema e direção, primeiro no Instituto Nacional de Artes Cênicas na Bélgica por um breve período e depois na prestigiosa National Film and Television School no Reino Unido, onde se formou em 2000.
Dust e Mémoires incertaines, dois de seus curtas-metragens documentais feitos na Escola Nacional de Cinema, mais tarde formariam a base para Odessa... Odessa, seu primeiro longa-metragem. Mémoires incertaines foi apresentado na Quinzena dos Realizadores do Festival de Cannes de 2002, onde ganhou o Prêmio Gras-Savoye. Dust ganhou o prêmio da crítica internacional de cinema no Festival de Cinema de Cracóvia de 2002 e o prêmio de Melhor Curta-Metragem no Festival Internacional de Cinema de Leeds. Seu documentário de longa-metragem Odessa... Odessa foi lançado em 2005 e exibido em vários festivais de cinema, incluindo Sundance e o Festival de Cinema de Berlim, onde recebeu o Prêmio CICAE. Ele segue as vidas e reminiscências de judeus-russos idosos que permaneceram em Odessa após a Segunda Guerra Mundial e aqueles que adotaram uma vida como exilados em Ashdod, em Israel e no bairro de Brighton Beach, no Brooklyn.
O primeiro longa-metragem de ficção de Boganim, La Terre outragée, estreou no Festival Internacional de Cinema de Veneza em 2011 e nos festivais de Chicago, Palm Spring, São Francisco, Tóquio etc. Estrelado por Olga Kurylenko e Andrzej Chyra, foi filmado em Pripyat, que havia se tornado uma cidade-fantasma devido ao desastre de Chernobyl em 1986. O filme recebeu críticas positivas na imprensa francesa, incluindo os Cahiers du Cinéma, ganhou vários prêmios e foi transmitido na televisão europeia. O primeiro filme em inglês de Boganim, Lost in America, iniciou a pré-produção em 2018. O filme é um drama de amadurecimento ambientado em Manhattan e na comunidade hassídica de Borough Park, no Brooklyn.

## Filmografia
- 2000: Dust, (35 minutos) como diretora e roteirista, documentário sobre os resquícios da cultura iídiche em Odessa, produção da Escola Nacional de Cinema e Televisão.
- 2001: Mémoires incertaines (35 minutos), como diretora e roteirista, documentário sobre a busca de Boganim pela verdadeira identidade de seu misterioso tio-avô, com cada membro da família contando uma história diferente sobre ele, produção da Escola Nacional de Cinema e Televisão.
- 2004: Macao sans retour (52 minutos), como diretora, documentário sobre Macau, coprodução franco-portuguesa, selecionado para o Festival de Cinema de Roterdã de 2005.
- 2004: Odessa... Odessa (102 minutos), como diretora e roteirista, documentário sobre a vida dos exilados judeus de Odessa e aqueles que permaneceram na cidade, estreou no Festival de Cinema de Jerusalém. Coprodução franco-israelense.
- 2006: Bienvenue chez Dovid (26 minutos), como diretora, documentário sobre o pesquisador e linguista iídiche Dovid Katz, filmado na Lituânia e na Bielorrússia para a série de televisão do canal Arte, Visages d'Europe. O filme recebeu uma "Menção Especial" no festival Doc en Courts de 2007 em Lyon.
- 2008: Bienvenue chez Renata (26 minutos) como diretora, documentário sobre um café em Gdańsk para a série de televisão do canal Arte, Visages d'Europe. Um retrato de duas garçonetes gêmeas em um café do estaleiro de Gdansk.
- 2012: La Terre outragée (108 minutos), como diretora e roteirista, drama ambientado em Pripyat explorando o desastre de Chernobyl e suas consequências, estreou no Festival de Cinema de Veneza, coprodução francesa/alemã/polonesa/ucraniana.
- 2021: The Forgotten Ones (93 minutos) como diretora e roteirista, documentário, Michale Boganim segue os passos de seu pai, que veio do Marrocos e rapidamente se tornou um líder dos Panteras Negras israelenses locais para se opor a discriminação dos judeus da África do Norte e dos países árabes. Giornate degli Autori 2021 – Veneza (estreia mundial), Cinemed 2021 (estreia francesa), Doc NYC 2021 (estreia na América do Norte), CPH:Dox 2022.
- 2022: Tel Aviv Beirute (116 minutos) como diretora e roteirista, drama histórico ambientado no conflito israelense-libanês em 1982 e 2006 – Estreou no Festival Internacional de Cinema de Tóquio.